# Miksa Hadik
Conde Miksa Hadik de Futak (en alemán: Maximilian Graf Hadik von Futak) (1868–1921) fue un diplomático húngaro, que se desempeñó como embajador austrohúngaro en México de 1909 a 1911 y en Suecia de 1912 a 1918, hasta el final de la Primera Guerra Mundial.

## Familia
Sus padres fueron el Conde Béla Hadik de Futak, Contralmirante y Consejero Privado, y la Condesa Ilona Barkóczy de Szala, única hija y heredera del Conde János Barkóczy. Sus hermanos fueron Endre, portavoz de la Cámara de Magnates; János, Ministro de Alimentación, primer ministro de Hungría por un breve período en 1918; Sándor, miembro del Parlamento y Béla, que se desempeñó como Lord Teniente (Conde; viene) del condado de Zemplén.